# 태국 신화
태국 신화(태국어: เทพปกรณัมไทย)는 태국의 신화를 말한다.
태국 북부나 동북부 지방에서는 상아사 할아버지와 상아시 할머니, 파야텐, 거인을 등장인물로 하여 창세와 인류의 기원 등을 이야기하는 타이족 고유의 민담이 많이 발견되고 브라만 문화의 영향을 많이 받은 중부 지역에서는 비슈누의 현신인 나라이, 브라만의 현신인 프라흐마, 시바의 현신인 이수언, 인드라의 현신인 인트라 등 힌두교에 나오는 신의 이야기나 귀신, 또는 신당과 사당에 관한 이야기가 많다.

## 창세 신화
태국의 창세 신화는 상아사 할아버지와 상아시 할머니라는 이야기로 전해진다.
먼 옛날 하늘에 파야텐이라는 신이 있었다. 그 당시에는 태양과 달이 없어 빛도 없고 땅도 사슴의 발자국보다 작았고 바위도 없었다. 나무는 발삼나무 꽃송이보다 작았으며, 사방에는 오로지 물만 있어 가재도 물소만큼 컸고 송어는 코끼리만했다. 종교도 없었고 석가모니도 아직 오지 않았다. 동물(육지생물)도 없었고 지옥도 없었으며 지구를 받치는 기둥도 없었다. 있는 것은 허공뿐, 허공에는 바람만 불어왔다.
그러는 동안 간간히 지혜로운 분의 가르침이 바람결을 따라 들려왔다. 바람이 물을 따라 흐르고 바람따라 물고기와 대지가 생겨났다. 다시 바람이 불어 남자가 생겼고 그 다음에 여자가 생겼다. 바람이 계속 불자 땅 두조각이 떠오르고 한 땅에는 남자가, 한 땅에는 여자가 있었다. 다시 또 바람이 불다 두 대지는 합쳐졌고 남자는 여자에게로 가 부부가 되었다. 이들이 바로 최초의 부부인 상아사 할머니와 상아시 할머니이다.
이들은 나무와 풀을 심고 진흙으로 동물을 만들었다. 어떤 동물들은 서로 잡아먹었다. 이들은 서로 도와가며 창조해내고 아들딸도 낳았지만 쌀이 없어서 기를 수 없었다. 사나운 짐승이 지키고 있는 밀림에서는 거인이 벼를 재배하고 있었기에 할아버지는 거인에게 사람을 보내 쌀을 나누어달라 간청했다. 거인은 사람에게 남자 어른의 팔뚝만한 쌀을 한톨 주었다. 할어버지는 쌀을 진흙탕에 심었다. 그러고 나니 쌀에서 싹이 돋아나 벼가 되었다.
이렇게 쌀이 이 세상에 나올 수 있었고 사람들의 먹거리로 사용될 수 있었다. 그 쌀을 먹고 할아버지와 할머니의 후손들이 자랐다. 이들은 아이를 일곱 두었는데 성장한 후 각기 나라를 찾아 다스리게 했다. 나라는 일곱으로 나뉘었고 식구도 나날이 불어났다.
한편, 석가모니가 이 세상에 출연했을 때 상아시 할머니는 석가모니를 사랑하여 석가모니를 나쁜 길로 유도했다. 이 죄로 상아시 할머니는 저주를 받고 땅의 신(낭 터라니)가 되었다. 혼자 남은 상아사 할아버지는 할머니와 같이 있고 싶어 황새가 되었다. 황새가 된 상아사 할아버지는 지금도 물가를 걷고있다고 전해내려진다.

## 상상의 존재 또는 주인공
- 가루다 (ครุฑ)
- 나가 (นาค)
- 야크샤 (ยักษ์)
- 아프손시 (อัปสร)
- 토사칸 (ทศกัณฐ์)
- 라마 (พระราม)
- 시타 (สีดา)

## 참고 문헌
- 세계민담전집 태국 · 미얀마 편